# Кампоне (Сондрио)
Кампоне је насеље у Италији у округу Сондрио, региону Ломбардија.
Према процени из 2011. у насељу је живело 193 становника. Насеље се налази на надморској висини од 518 м.